# ScreaM Records
ScreaM Records (en hangul, 스크림 레코즈) es un sello discográfico de EDM establecido por SM Entertainment.

## Historia
En 2016, el productor ejecutivo de SM Entertainment, Lee Soo-man, presentó el sello de música electrónica, ScreaM Records, durante la presentación SMTOWN: New Culture Technology, 2016, celebrado en el SM Town Coex Artium. Según Lee, el sello tiene como objetivo expandirse de «ver y escuchar la actuación» a «disfrutar la actuación juntos». La discográfica también fue diseñada para «promover la música» a través de colaboraciones con DJs, productores y varios artistas de música electrónica en Corea del Sur y en el extranjero.
La idea detrás de la creación de la agencia fue hecha por Lee Seo-kyung, un exempleado de SM A&R en el extranjero. Anteriormente, Lee trabajó en la canción «View» de SHINee (2015) y «4 Walls» de f(x) (2015), que incorporó canciones del género deep house al K-pop por primera vez. Lee Soo-man dio su opinión y la aceptó. Se especuló con la posibilidad de que SM the Performance trajera consigo la canción de Zedd. Según una entrevista entre el crítico musical Lee Dae-hwa y Lee Seo-kyung, se planeó como un sello que abarcara toda la música electrónica, pero se dijo que se utilizó la palabra «EDM» para expresarlo en términos empáticos.

## Artistas
- DJ Hyo
- Ginjo
- IMLAY
- Raiden
- Mar Vista